# خوزه لوئیس پاوونی
خوزه لوئیس پاوونی (انگلیسی: José Luis Pavoni؛ زادهٔ ۲۳ مهٔ ۱۹۵۴) بازیکن فوتبال اهل آرژانتین است.
از باشگاه‌هایی که در آن بازی کرده‌است می‌توان به باشگاه فوتبال ریور پلاته، باشگاه فوتبال نیولز اولد بویز، و باشگاه فوتبال آرژانتینوس جونیورز اشاره کرد.
وی همچنین در تیم ملی فوتبال آرژانتین بازی کرده‌است.